# Jan Trägårdh
Jan Trägårdh (1931-2006) var en svensk-dansk industriel designer.
Trägårdh var blandt de første industrielle designere i Danmark og satte stort præg på området fra 1960'erne og frem til 1990'erne, hvor han designede for en lang række firmaer som f.eks. Ortofon, B&O, Gram, Wittenborg, Lego og Eskofot. Trägårdh var medstifter af Dansk Designråd, sad som bestyrelsesmedlem i den 'The international Council of Societies of Industrial Design', og var ansat som designlærer på Det Kongelige Danske Kunstakademis Arkitektskole i København.
Udover at vinde en lang række internationale priser gjorde Trägårdh sig bemærket ved at vinde den eftertragtede danske designpris ID Prisen 17 gange.

## Biografi
Jan Trägårdh blev født i 1931 i Stockholm, som søn af tekstildesigner Göta Trägårdh og kunsthåndværker Bjørn Trägårdh, og døde i 2006 i København.
Fra 1957 arbejdede Trägårdh for Sigvard Bernadotte og Acton Bjørn, før han i 1962 åbnede egen tegnestue i København. Fra den tid stammer Gram-køleskabene med multiboxe og den lille LL-Clockbox-radio med vækkeur.
Han var gift tre gange. Først med Katarina Lagergren hvis søn Mikael Trägårdh og datter Li Thies-Lagergren, han blev fader til, siden med Elsebeth Diderichsen, hvor han fik sønnerne Jakob Trägårdh, Andreas Trägårdh og Johannes Trägårdh Jensen. Siden var han gift med væver Jette Gemzøe. Han har også sønnen Niklas Myschetsky, som han fik med Lene Myschetsky.

## Design
Jan Trägårdh designede i 1965 sammen med Rolf Andersen en række køle- og fryseskabe for Brødrene Gram A/S. De første seks modeller i denne Multi-line-serie kom i produktion i 1966. Køleskabenes døre var indrettet til de såkaldte Multi-boxe, opbevaringsbeholdere i plast, som også kunne anvendes ved nedfrysning og til direkte servering af de nedkølede madvarer; multiboxene er også i dag tilbehør til Grams køleskabe.

## Arbejdsgivere
Alfabetisk fortegnelse:
- AMBU INTERNATIONAL A/S, 1981-1989
- ERIK ANDERSEN, 1986
- AP, PHILIPS ELEKTRONIK INDUSTRI A/S , 1975-1989
- B&O, BANG OG OLUFSEN A/S, 1964
- BATES SÆKKE & CO, 1973
- BRINKMANN GMBH, 1983
- BUCH & DEICHMANN A/S, 1986
- COLOPLAST A/S, 1982-85
- CONTEX CALCULATORS A/S, 1973
- DANSKE ARKITEKTERS LANDSFORBUND (DAL/AA), 1979
- DANAVOX A/S - GN NETCOM, 1985-1988
- DANCELL APS, 1980
- DANSK RADIO A/S, 1968-81
- DSB, 1974-76
- 11 DANES DESIGN A/S:

- MICRO CONSULT, 1985
- GNT, 1985
- SPIES, 1986
- JAN LASSEN, 1986
- HOVAC LTD, 1987
- SØHOLM A/S, 1987
- BERLINGSKE DAGBLADE A/S, 1987
- ELECTROLUX AB, 1978
- ELEKTROMEKANO A/S, 1968
- ELPAN/VANPAN CO, 1982
- ESKOFOT A/S, 1964-1989
- DE FORENEDE JERNSTØBERIER A/S, 1988
- GIGATRONICS, GRÆKENLAND, 1988
- GN ELMI, 1987-1989
- GORENJE A/S, 1978
- BRØDRENE GRAM A/S, 1963
- DEM. HOURSOGLOU LTD, GRÆKENLAND, 1988-1989
- IKEA AB, 1984
- INSTITUTTET FOR PRODUKTUDVIKLING (IPU) PÅ DTH, 1987
- INTERNATIONAL TEAFILTER A/S - CILIA TEAFILTER A/S, 1982-1983
- IRMA A/S, 1979
- ITT CO, 1980
- IWACHU CO LTD, JAPAN, 1989-
- KEW A/S, 1980
- KIRK ELECTRIC A/S, 1967
- KKET Arkitekter, 1973
- KLØVERBLAD POLARIS A/S, 1964 (f/Erik Herløws tegnestue)
- LEGO A/S, 1984
- LEGO FUTURA A/S, 1982
- LINNET & LAURITZEN A/S (LL), 1962-1964
- LITEX DANSK MARINEINSTRUMENTER A/S, 1977-1978
- LK-NES A/S, 1979
- C D LUNN I/S, 1970-1975
- MICRO MATIC A/S, 1969-1985
- MICROFUSS APS, 1987
- MITEK A/S, 1982
- MODULEX A/S, 1971-1988
- MORSØ A/S, 1959 (f/Bernadotte og Bjørn, Andersen & Trägårdh)
- NICOFON A/S, 1983
- OPFINDERKONTORET (DTH), 1980
- ORTOFON, 1974-1981
- PACIFIC SHIPPING SERVICES (PSS), 1983
- PHILIPS DESIGNSTUDIO, EINDHOVEN, 1979
- HANS REITZELS FORLAG A/S, 1972-1984
- SIMONSEN & WEEL A/S, 1965
- SCANDIA RANDERS A/S, 1973
- TANDBERG A/S, 1974
- TEE A/S, 1985
- TORSANA A/S, 1965-1968
- THRANE & THRANE A/S, 1981-1987
- WATEX A/S, 1981
- WITTENBORG AUTOMATFABRIK A/S, 1974-1979
- ZEUTHEN & AAGARD A/S, 1972-1975